# FAKE BOOK
『FAKE BOOK』（フェイク ブック）は、日本のミュージシャン大橋トリオの通算5枚目のアルバムである。2010年3月10日発売。発売元はrhythm zone。

## 概要
- 初となるカバーアルバム。

## 収録曲
1. Dancing In The Moonlight[3:49]

キングハーベストのカバー。
2. traveling[5:44]
宇多田ヒカルのカバー。
3. 贈る言葉[5:05]
海援隊のカバー。2010年2月24日にiTunes Store限定での配信シングルとしてリリース。PV監督は柿本ケンサク
4. HUMAN NATURE[4:42]
マイケル・ジャクソンのカバー。
5. I'm Yours[4:46]
ジェイソン・ムラーズのカバー。
6. Grapefruit Moon[5:01]
トム・ウェイツのカバー。
7. Dreams[5:40]
ザ・クランベリーズのカバー。
8. 突然の贈り物[4:59]
大貫妙子のカバー。